# Епархия Кории-Касереса
Епархия Кории-Касереса (лат. Dioecesis Cauriensis-Castrorum Caeciliorum, исп. Diócesis de Coria-Cáceres) — католическая епархия латинского обряда, расположенная в провинции Касерес, Эстремадура, Испания.
Епархия в Кории существовала в период вестготского королевства, но была уничтожена в 711 году во время арабского завоевания Испании. Вскоре после отвоевания региона в ходе Реконкисты в 1143 году была воссоздана. В 1957 году переименована в епархию Кории-Касереса.
Епархия является суффраганной епархией для митрополии Мериды Бадахоса. С 2007 года епархию возглавляет епископ Франсиско Серра Чавес. Кафедральный собор епархии — собор Успения Девы Марии в городе Кория. Сокафедральный собор — Собор Санта-Мария в городе Касерес. Современное латинское название епархии происходит от старинных названий Кории и Касереса.
По данным на 2013 год епархия насчитывала 248 097 католиков, 161 приход и 179 священников.